# シャム (ネコ)
シャム（シャムネコ、シャム猫、暹羅猫、英：Siamese、泰：วิเชียรมาศ）は、タイ王国原産で短毛種の猫である。
血統登録団体での正式名称は英語読みの「サイアミーズ」だが、一般には浸透しておらず「シャム」と表記されることが多い。

## 概要
古来よりタイには3種のネコ、シィ・サワット（コラットの原型）、スパラック（バーミーズの原型）、そしてシャムが存在していた。中でもシャムは王室や貴族、寺院など、高貴な血筋の家系でのみ飼うことが許されるなど非常に尊い扱いをうけてきた。それが1884年にイギリス総領事であったゴードンに寄贈されたことによりイギリス本国へ渡り、ロンドンのクリスタル・パレスで行われたキャットショーにてその特徴的な毛色が注目を集め、世界に広がる事となった。
V字型の顔、長く細い美しい尾と四肢、ピンと張った肉の薄い耳、そして毛色はともかく、シャムと呼ぶためにはサファイアブルーの瞳が必須条件になる。口は小さく、爪は危険なほど鋭い。前足をよく使い、高いところを好む。
多くのペット猫種の例に漏れず、第二次世界大戦を挟んだことで種の危機に瀕した事があり、そのためにクラシックやモダンといった差異ができている。丸顔の傾向を有したトラッドスタイルと、現在のショーキャットの基準に適した細身なモダンスタイルが存在する。その中間的な形態をクラシックスタイルと称する場合もある。一般的にシャム猫を言う場合は後者の長い肢体を持つモダンスタイルを指す場合が多い。クラシックなシャム猫はハスキーな声で鳴くものも多いが、品種改良により必要以上には鳴かない猫に変遷してきている。
また、シャム猫は非常に高い繁殖力を持ち、日本国内ではシャム猫との交配でポイントの毛色を発現する遺伝子を有している雑種猫が多く、雑種猫間の交配によってシャムの毛色をした猫が出現することがある。この場合、ポイントとアイカラー以外の特徴は両親からの遺伝による部分が大きく、一般的に言われているシャム猫の特性を備えない場合も多い。
シャム猫の特徴的な毛並みであるポイントカラーは基本色がシール、チョコレートとその希釈色であるブルー、ライラックの4色で、レッド・トーチなども生まれることがある。ポイントの中に縞模様があるリンクスポイントも少数だが存在する。このポイントの色の濃さには体温が影響しており、生まれたばかりの時は母胎内で全身が温められていたために全身が白い被毛に覆われているが、徐々に耳や尻尾の先などの体温の低い部分からポイント色の発生が見られ、やがて耳、顔、足と尻尾の先に特徴的なポイントを生じる。そのため、老猫では全体的に毛色が濃くなる傾向がある。
血統的に近いロシアンブルーと同様に、幼少期にポイントの中に薄いタビーが見受けられることがある。

### シャムの瞳に関する逸話

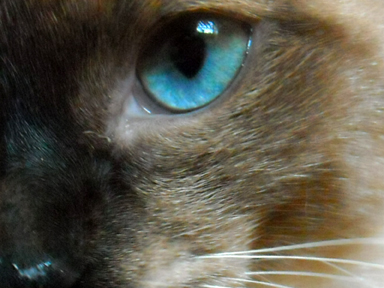
シャムの必須条件であるサファイアブルーの瞳

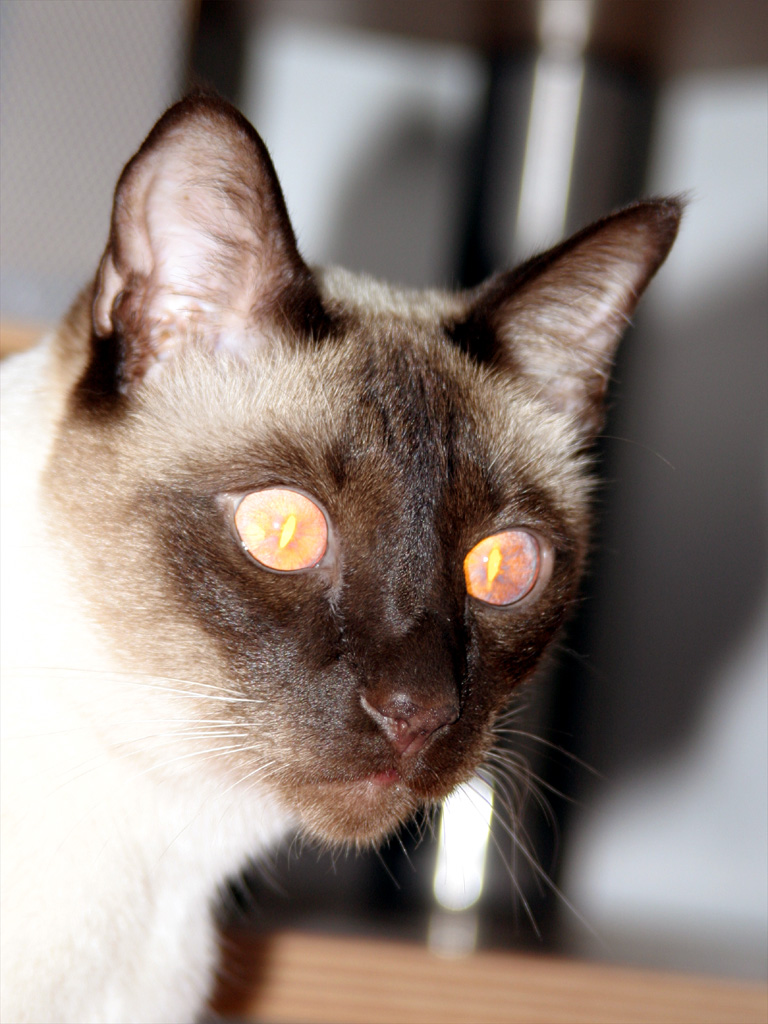
サファイアブルーの瞳は角度によって紅く色を変える

タイで伝わる話として、シャム猫の声と目の色について次のような話が紹介されている。
つがいのシャム猫をある僧侶が飼っていた。しばらくその僧侶が旅に出るので、シャム猫夫婦に仏様の像を守るように言いつけた。そこで、2匹は朝も夜も仏様の前から離れず、尾を仏様に巻き付け、夜も目を凝らして闇を見つめ、仏様を守った。その僧侶が帰ってきた時には、目は赤く、尾はくるりと回り、声もしわがれ、顔も黒くなっていたという。

### 関連種
同国原産のコラットは、19世紀に英国の地へと紹介された際に、『純青色のシャム』との形容を受けた。
タイ ネコ（タイ語でウィチエン・マート〈ダイアモンド・ゴールド〉）と呼ばれるタイの猫達の原種がいる。

## 性格
純血種の代表格として扱われるように特徴ある性格を有し、賢く、感受性が高く、時として激しい自己顕示欲を見せる場合がある。繁殖期のオスの鳴き声はうるさく、人間との相性も軽視できないため、繁殖などを考えた飼育の際には注意が必要。活発で自分から人に関わろうとし、落ち着きの無いように感じる場面もあるが、人が遊んであげるととても喜ぶ。高い場所を好み、木登りなどは非常に得意。人を選び、心を許した相手にこそ忠誠心をみせる姿はまさに女王と称するにふさわしい気高さを漂わせているとも言える。

## フィクションにおけるシャム猫
- 『わんわん物語』に登場するサイとアム
- 『シャム猫ココシリーズ』　リリアン・J・ブラウンの推理小説シリーズ
- 『ポケットモンスターシリーズ』に登場するペルシアン
- 『シャム猫FBI/ニャンタッチャブル』　ウォルト・ディズニー・ピクチャーズのコメディ映画
- 『シャム猫 -ファーストミッション-』モンキー・パンチ原作のアニメ

## ギャラリー

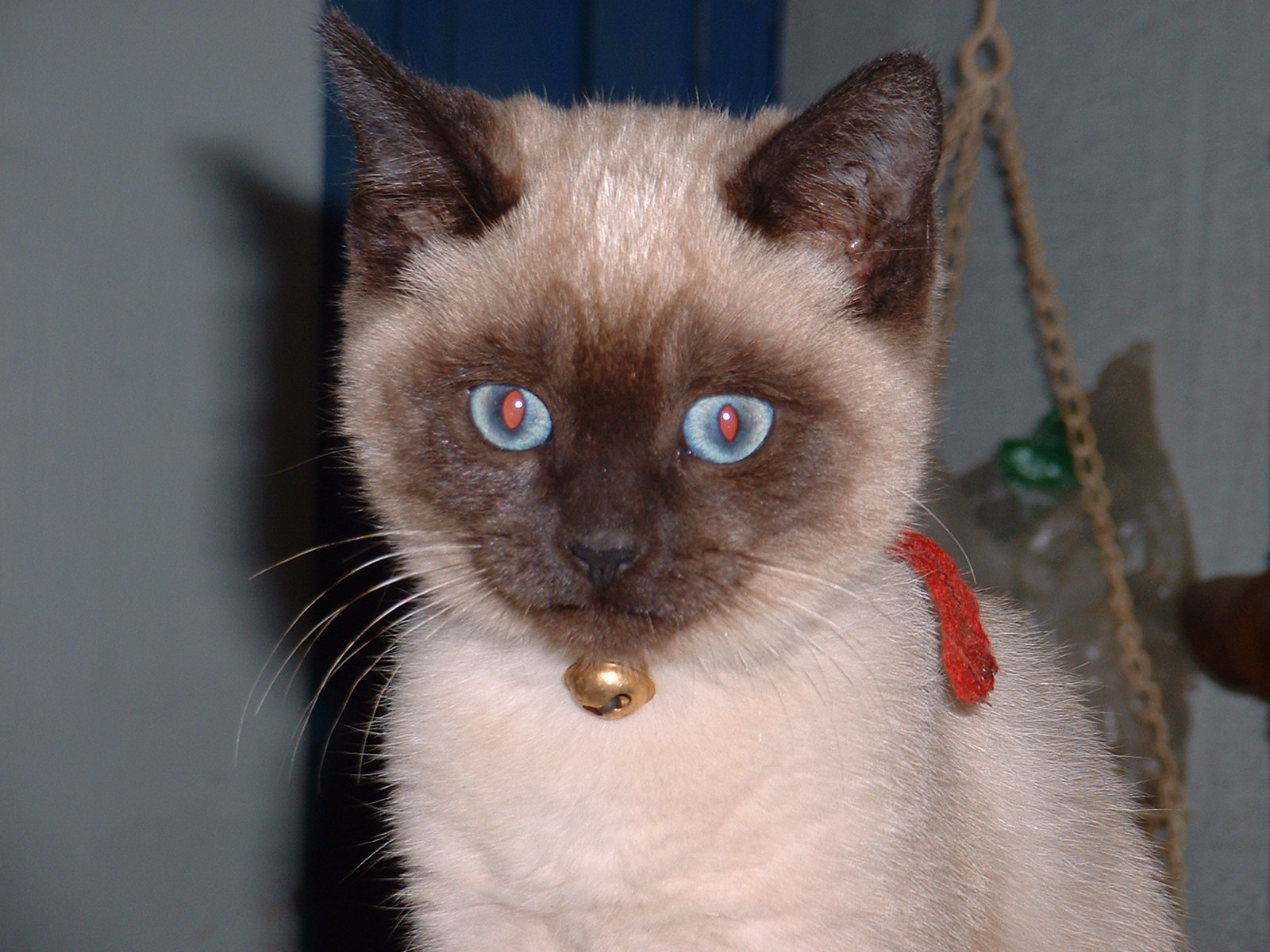
赤と青の瞳 フラッシュ撮影による赤目現象
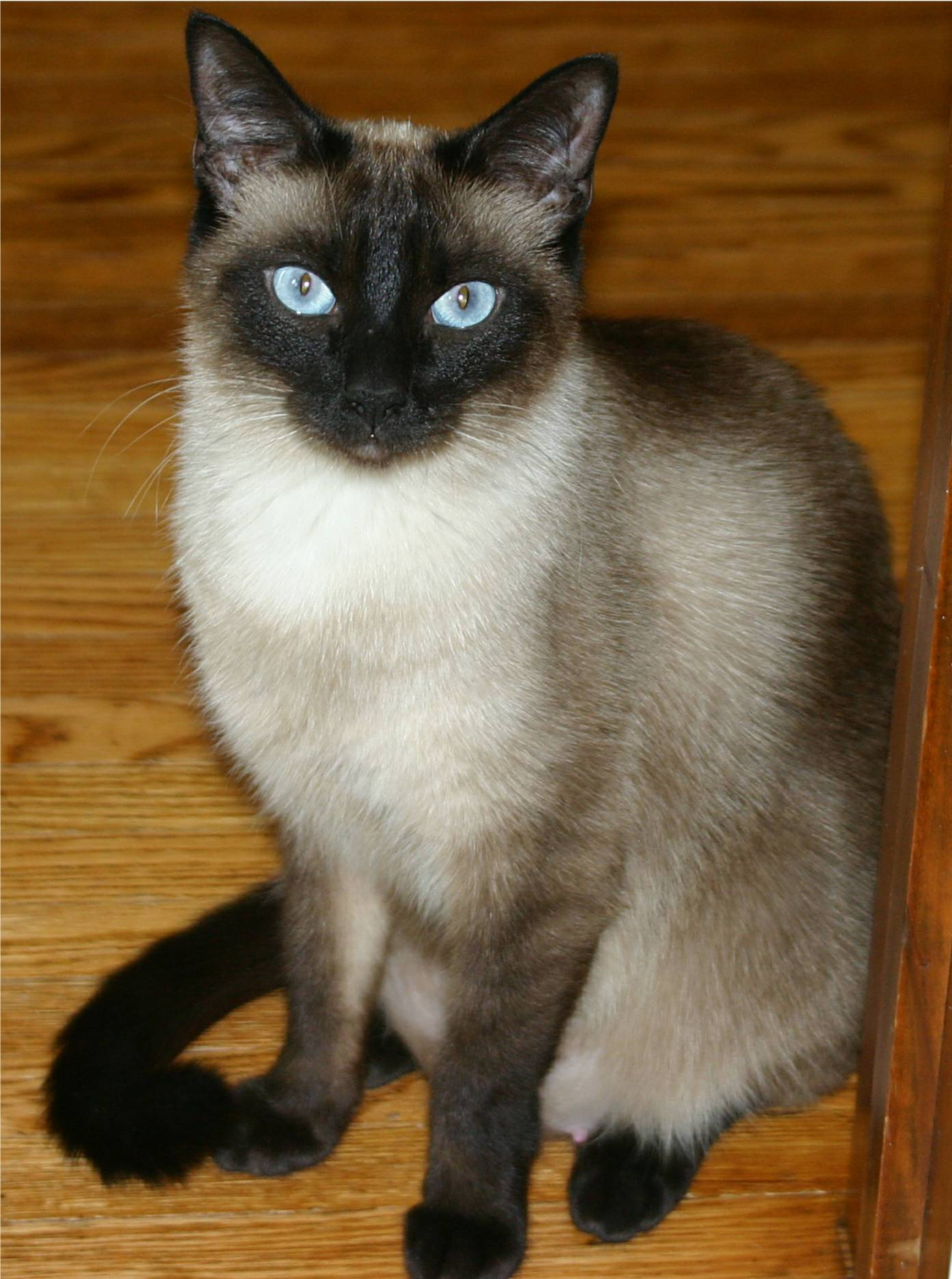
メスのシャムネコ。乳腺が張っており、肢先が細い。

## 病気リスク
猫の中でもストルバイト尿結石になりやすい。